# Sanischare (Jhapa)
Sanischare (nep. शनिश्चरे) – gaun wikas samiti we wschodniej części Nepalu w strefie Meći w dystrykcie Jhapa. Według nepalskiego spisu powszechnego z 2001 roku liczył on 3925 gospodarstw domowych i 20298 mieszkańców (10066 kobiet i 10232 mężczyzn).